# Округ Боуман (Северна Дакота)
Округ Боуман (енгл. Bowman County) је округ у америчкој савезној држави Северна Дакота.

## Демографија
По попису из 2010. године број становника је 3.151, што је 91 (-2,8%) становника мање него 2000. године.
| Група             | 2000.         | 2010.         |
| Белци             | 3.195 (98,6%) | 3.039 (96,4%) |
| Афроамериканци    | 1 (0,0%)      | 3 (0,1%)      |
| Азијати           | 1 (0,0%)      | 2 (0,1%)      |
| Хиспаноамериканци | 22 (0,7%)     | 78 (2,5%)     |
| Укупно            | 3.242         | 3.151         |